# Ŭnhae sa
Ŭnhae sa (은해사 Klasztor Srebrzystego Oceanu) – koreański klasztor.

## Historia klasztoru
Klasztor został wybudowany na wschodnim zboczu góry P’algong przez Narodowego Nauczyciela Chŏgina Hyech'ŏla (785–861). Jego pierwotna nazwa to Haean sa (Klasztor Spokojnego Oceanu).
W 1268 roku w tym klasztorze zorganizowano Zgromadzenie Dharmy z okazji ukończenia prac nad drugim zestawem drukarskich drewnianych płyt z buddyjskim kanonem. Przybyło 100 najwybitniejszych mnichów tego okresu i Iryŏn został wybrany przewodniczącym zgromadzenia. Podczas tego spotkania próbował przekazać zebranym ideę ideologicznego zjednoczenia koreańskiego buddyzmu. Szczególnie zależało mu na zjednoczeniu szkół sŏn i szkół kyo (doktryny) pod jednym sztandarem buddyzmu. Jak poradził jednemu ze swoich uczniów: „czytać sutry w dzień i medytować w nocy.”[4].
W 1546 roku klasztor został nieco przeniesiony przez mnicha Ch’ongyo z Haeanp'ŏng na dzisiejsze miejsce. Wtedy zmieniono nazwę na Ŭnhae sa. W 1589 roku mnisi Popryong and Kwangshim dokonali rekonstrukcji klasztoru.
20 marca 1906 przywódcy Jōdo-shū, pod pretekstem potrzeb na prowadzenie szkół, zażądali od mnichów tego klasztoru zapłaty 5 srebrnych ryangów od każdego mnicha klasztoru. Mnichów było trzydziestu trzech, więc suma miała wynieść 160 ryangów. Gdy koreańscy mnisi nie zapłacili, liderzy Jōdo zaczęli słać im pełne gróźb upomnienia. Były to ogólnie stosowane metody ograbiania klasztorów koreańskich w czasie okupacji.
W 1919 roku został wyznaczony na klasztor parafialny szkoły chogye i podlegają mu 42 klasztory prowincji oraz 8 pustelni (m.in. Kŏjo am 거조암, Paekhŭng am 백흥암, Unbu am 운부암, Jungang am 중암암, Myobong am 묘봉암 i Giga am 기가암). Dostęp do pustelni jest dość wymagający.

## Znane obiekty
- Budynek Yŏngsanjŏn w pustelni Kŏjo – Skarb Narodowy nr 14 (powstał w 1375 roku). Ta pustelnia jest starsza od klasztoru Ŭnhae. Nie wiadomo dlaczego straciła status świątyni i stała się pustelnią.
- Paekhŭngamgŭkrakjŏn Hall – Skarb nr 790
- Posąg siedzącego Buddy (Wunbuamch'ŏngdongbosal) – Skarb nr 1270

## Adres klasztoru
- 479 Chiil-ri, Cheongtong-myeon (951 Cheongtong-ro), Yeongcheon, Gyeongsangbuk-do, Korea Południowa

## Bibliografia

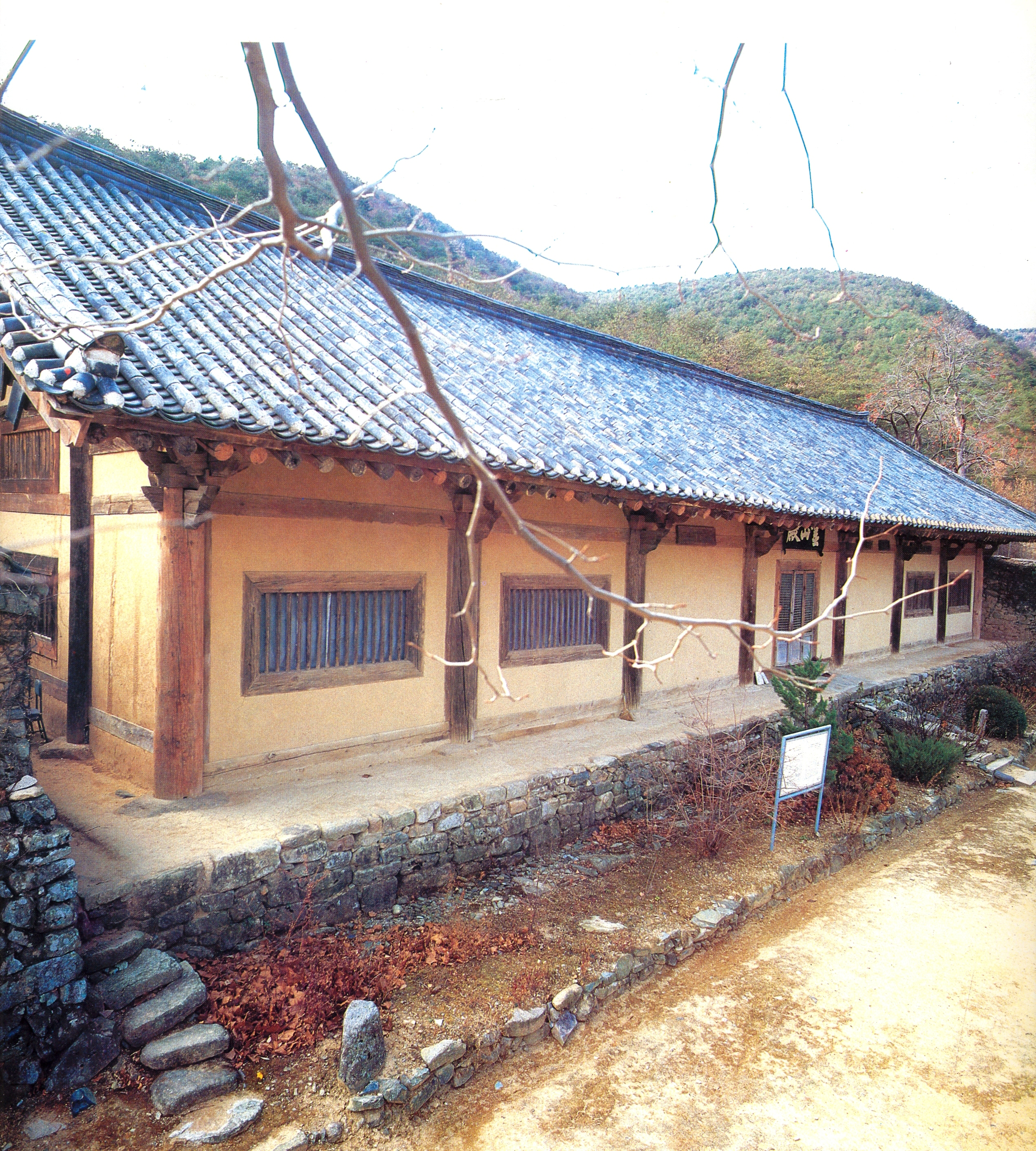
Yŏngsanjŏn